# Utada Hikaru Single Collection v.1
Utada Hikaru Single Collection Vol. 1 es el quinto álbum de estudio de la cantante japonesa Hikaru Utada. Es un recopilatorio que contiene todos sus singles hasta la fecha de lanzamiento del CD Fue lanzado en 2004, previo a su disco de lengua inglesa Exodus. A pesar de no incluir ninguna canción nueva o imágenes en el libreto, todas las canciones estaban remasterizadas digitalmente. Fue un rotundo éxito. Se mantuvo en el número 1 por 91 semanas consecutivas en Japón y vendió en total 2,544,000 copias en Japón (en todo el mundo, 3,400,000).

## Lista de canciones
1. "time will tell" - 5:26
2. "Automatic" - 5:12 
3. "Movin' on without you" - 4:41 
4. "First Love" - 4:19 
5. "Addicted To You" [Up-in-Heaven Mix] - 5:20
6. "Wait & See ~Risk~" (Wait & See ~リスク~) - 4:50 
7. "For You" - 5:25 
8. "Time * Limit" (タイム・リミット) - 4:56 
9. "Can You Keep a Secret?" - 5:10 
10. "FINAL DISTANCE" - 5:40 
11. "traveling" - 5:15
12. "Hikari" (光) - 5:02 
13. "SAKURA Drops" (SAKURAドロップス) - 5:08
14. "Letters" - 4:48
15. "COLORS" - 4:00

## Curiosidades
-Todas las canciones están listadas cronológicamente.
-El libreto esta impreso en papel especial.
-El libreto tiene escrito en la primera página, con un bolígrafo azul común y de la mano de Hikaru, la palabra "pubertad" en japonés. ('Shishunki' (思春期))
- Datos: Q763072